# Зарузе
Зарузе (пол. Zaruzie) — село в Польщі, у гміні Мястково Ломжинського повіту Підляського воєводства.
Населення — 448 осіб (2011).
У 1975-1998 роках село належало до Ломжинського воєводства.

## Демографія
Демографічна структура станом на 31 березня 2011 року:
|          | Загалом | Допрацездатний вік | Працездатний вік | Постпрацездатний вік |
| -------- | ------- | ------------------ | ---------------- | -------------------- |
| Чоловіки | 231     | 69                 | 142              | 20                   |
| Жінки    | 217     | 61                 | 119              | 37                   |
| Разом    | 448     | 130                | 261              | 57                   |